# Frederick Valentine Atkinson
Frederick Valentine Atkinson (né le 25 janvier 1916 à Pinner, dans le Middlesex ; mort le 13 novembre 2002 à Toronto) est un mathématicien britannique.

## Biographie
Frederick Atkinson étudie les mathématiques au Queen's College d'Oxford à partir de 1934. En 1939, il obtient son doctorat sous la supervision  d'Edward Charles Titchmarsh avec une thèse intitulée Mean Value Theorems for the Riemann Zeta Function. Il travaille (comme « Senior Demy (en) »)  au Magdalen College en 1939-1940 ; en 1940, il effectue son service militaire comme cryptanalyste  à la Government Code and Cypher School à Bletchley Park. Il passe ensuite trois ans en Inde et y déchiffre les codes japonais.
En 1946, il retourne à Oxford et deux ans plus tard, il est nommé professeur à l'université d'Ibadan au Nigeria où il crée un département d'enseignement et de recherche. Après un séjour à Canberra, en Australie de 1955 à 1960, il entre finalement à l'université de Toronto en 1960, où il reste jusqu'à sa retraite en 1981. Dans les six dernières années, il y dirige la faculté de mathématiques. En 1992, il a un accident vasculaire cérébral qui a entraîné une perte de la parole et une paralysie partielle.

## Recherche
Les principaux domaines de recherche d'Atkinson sont la théorie des nombres (fonction zêta de Riemann) et les équations différentielles (problèmes de valeurs limites). Son nom est lié au théorème d'Atkinson sur les opérateurs de Fredholm.
Il est auteur de deux livres,
 et de plus d'une centaines d'articles.

## Honneurs
Frederick Atkinson est élu membre de la Société royale du Canada en 1967 et de la Royal Society of Edinburgh en 1975. Il a été président de la Société mathématique du Canada de 1989 à 1991. Il est récipiendaire, en 1974, du Prix Makdougall Brisbane de la Royal Society of Edinburgh.